# Jennifer Gutierrez
Jennifer Gutierrez (28 de abril de 1967) é uma triatleta profissional estadunidense. 

## Carreira

### Sydney 2000
Jennifer Gutierrez disputou os Jogos de Sydney 2000, terminando em 13º lugar com o tempo de 2:03:38.48.